# Flor de Maroñas
Flor de Maroñas – barrio (sąsiedztwo lub dzielnica) miasta Montevideo, stolicy Urugwaju. Znajduje się w środkowo-wschodniej części miasta. Graniczy z Villa Española na południowym zachodzie, Ituzaingó na zachodzie, Jardines del Hipódromo na północy i północnym zachodzie, Bañados de Carrasco na wschodzie i północnym wschodzie oraz Maroñas - Parque Guaraní na południu. Przecine je ulica Camino Maldonado.